# Niphoparmena dohertyi
Niphoparmena dohertyi är en skalbaggsart som beskrevs av Stefan von Breuning 1970. Niphoparmena dohertyi ingår i släktet Niphoparmena och familjen långhorningar.
Artens utbredningsområde är Kenya. Inga underarter finns listade i Catalogue of Life.